# Балирони
Балирони (на английски: Ballyroney) е малко населено място в графство Даун, в близост до Кейтсбридж, Северна Ирландия. Известно е с това, че през него е преминавала една от най-важните железопътни линии на Ирландия от 14 декември 1880 г. до 2 май 1955 година, когато е закрита местната гара.
Балирони е една от основните точки на товарене на едър рогат добитък по това време, пътуващ за пристанищата на северозападна Англия. Станцията днес е частна къща и част от платформата сега е преврната в тревна площ, но в основни линии първоначалното ѝ състояние е запазено.
Балирони е известно също така като родното място на Майн Рид.